# Famille de Béchade
Pour les articles homonymes, voir Familles de Béchade.
La famille de Béchade, anciennement Béchade, est une famille subsistante de la noblesse française anoblie au XIXe siècle et originaire de Guyenne (Gornac).
Cette famille compte parmi ses membres des magistrats, des représentants du commerce à Bordeaux et des députés de la Gironde.

## Histoire
Dans le Livre d'or de la Gironde il est écrit que la famille de Béchade est originaire de Transylvanie et qu'elle appartient à la vieille noblesse de robe. Les membres de la famille Béchade illustrèrent le barreau de Bordeaux.
Pierre-Philippe de Béchade s'employa au service de l'Autriche et s'illustra sous le règne de Marie-Thérèse.
1734- Ingénieur de l'armée du Rhin avec le titre de Major.
1735- Lieutenant-Colonel; commande le corps des ingénieurs.
1737- Directeur des fortifications de Toscane.
1738- Campagne de Hongrie; relève les fortifications de Belgrade.
1740- Colonel; répare les fortifications de Vienne.
1742- Commande Vienne contre la Prusse et la Saxe.
1743- Campagne de Bohême; direction du siège de Prague.
1745- Perfectionne les forteresses de Brun et de Spielberg.
1746- Général; Major de la ville d'Olmutz; résiste à l'armée prussienne, commandée par le roi, fait lever le siège en 1758.
Seigneur de Rochepine, Lieutenant-Feld-Maréchal des Armées de l'Impératrice-Reine, ingénieur et directeur des fortifications à Olmutz, Pierre Philippe de Béchade obtint augmentation d'armes et le titre de baron avec rétroaction à l'année 1746, par lettres du 19 juin 1762.
Gustave Chaix d'Est-Ange écrit : « La famille de Béchade occupait dès le XVIIIe siècle un rang honorable à Bordeaux et y reçut des lettres de bourgeoisie en 1765 ou 1785. Jean de Béchade, négociant à Bordeaux, marié vers 1755 à Thérèse Saint-Martin en laissa trois fils, Vital, Jean-Baptiste et André-Didier, qui furent les auteurs de trois branches". Il ajoute que l'aîné reçut le 16 juillet 1819 par lettres patentes du roi Louis XVIII le titre héréditaire de baron avec anoblissement en tant que besoin et avec institution en majorat, de son domaine de Lanzac, en Périgord. Le second fils fut l'auteur d'une branche demeurée non noble. Le troisième fils fut anobli le 16 avril 1825 par lettres patentes du roi Charles X ». Gustave Chaix d'Est-Ange écrit également : « La famille de Béchade revendique, paraît-il, une origine commune avec une famille du même nom qui a occupé un rang distingué en Limousin et en Angoumois ».
La branche aînée de la famille de Béchade s'éteignit en ligne masculine en 1863 avec le fils du bénéficiaire. La troisième branche, anoblie en 1825, est subsistante.

## Généalogie
La généalogie présentée ci-dessous est issue des travaux de Gustave Chaix d'Est-Ange :
- Jean de Béchade, négociant à Bordeaux, marié en 1756 à Thérèse Saint-Martin, eut trois fils :
  - Vital de Béchade (né à Bordeaux en 1756 - décédé en 1842), pourvu en 1785 de la charge de conseiller en la Cour des aides de Bordeaux puis conseiller à la Cour de Bordeaux de 1811 à 1827, il reçut le 16 juillet 1819 par lettres patentes du roi Louis XVIII le titre héréditaire de baron avec anoblissement en tant que besoin et avec institution en majorat, de son domaine de Lanzac, en Périgord. Le baron Béchade mourut en 1842. Il avait épousé Catherine Pélissier, dont il eut :
    - ... Béchade, devenue par mariage « vicomtesse » de Chasteigner
    - Jean-Émile, baron de Béchade (1794-1863), conseiller à la cour de Bordeaux de 1827 à 1862. Marié avec Marie Louise Moustier dont une fille unique :
      - Thérèse de Béchade (1863-1932), mariée à Roger de Seissan de Marignan

  - Jean-Baptiste de Béchade, dit Béchade-Cazeaux (1758-1834), député de la Gironde à l'Assemblée législative puis au Conseil des Cinq-Cents, marié en 1784 à Thérèse Fanny Seignouret, il fut l'auteur d'une branche demeurée non noble, dont :
    - Charles-Vital Béchade-Cazeaux (1793-?)

  - André-Didier de Béchade (1760-1836), négociant à Bordeaux, président de la chambre et du tribunal de commerce de Bordeaux sous la Restauration, député de la Gironde de 1820 à 1828, anobli le 16 avril 1825 par lettre patentes du roi Charles X. Il avait été marié en 1791 à Éléonore Cabarrus, puis en 1819 à Adèle (de) Bergevin (fille de Auguste Bergevin, commissaire principal de la marine) dont Auguste, Louis et Marie.
    - Auguste de Béchade (1820-1911), marié en 1847 à Bessy Motz, veuf sans enfants en 1879, a relevé la titre de baron de Béchade après la mort de son cousin germain
    - Louis de Béchade (1824-1879), inspecteur principal de la Compagnie des Chemins de fer du Midi, marié en 1846 avec Octavie de Chasteigner de La Rocheposay dont Charles et Gabriel
      - Charles de Béchade, marié à Suzanne Sajoux, dont postérité
      - Gabriel de Béchade (1858-1917), marié en 1897 à Jeanne-Marie Leconte, dont postérité

## Personnalités
- Vital de Béchade (1756-1842), avocat au parlement de Bordeaux, conseiller à la cour des Aides en 1785 puis conseiller à la cour Royale de Bordeaux de 1811 à 1827, anobli et titré baron héréditaire le 16 juillet 1819 avec institution de majorat par lettres patentes du roi Louis XVIII[1],[5].

- André-Didier de Béchade (1760-1836), négociant-armateur associé à l'importante maison « Cabarrus-Béchade », président de la chambre et du tribunal de commerce de Bordeaux (1818-1820) et élu député de la Gironde (1820-1828)[6]. Il est anobli le 16 avril 1825 par lettres patentes du roi Charles X.

- Gabriel de Béchade (1858-1917), petit-fils du précédent. Né à Bordeaux en 1858 et mort le 10 mai 1917. Arrivé en Nouvelle-Calédonie en 1883, il fonde cinq ans plus tard à Nouméa une maison de commerce et d'armements, qui deviendra la  Société des établissements de Béchade des Nouvelles-Hébrides (S.B.N.H). Quelques années après, il établit un comptoir à Port-Villa, qui dessert toutes les iles des Nouvelles-Hébrides. Il sera juge au tribunal de commerce de Nouméa pendant douze ans puis sera membre de la Chambre de commerce de Nouméa depuis 1894 et président pendant sept ans. Il fut également conseiller auprès du gouverneur de la Nouvelle-Calédonie en 1898[3].

- Jean Béchade-Casaux (1762-1834), avocat et député à la convention nationale. Membre du Conseil des Cinq-Cents. Il occupait ses loisirs à cultiver la poésie. Il fut à plusieurs reprises Lauréat à l'Académie des Jeux Floraux. Il était négociant à Ambès et élu député de la Gironde au Conseil des Cinq-Cents, rallié plus tard au gouvernement de Bonaparte, il devint, sous l'Empire, le 20 mars 1812, conseiller général de la Gironde[7].

## Alliances
Les principales alliances de la famille de Béchade sont : Saint-Martin (1756), Seignouret (1784), Cabarrus (1791), Pélissier, Moustier, (de) Bergevin (1819), de Lacolonge, de Chasteigner (1846), Motz (1847), de Seissan de Marignan, Sajoux, Leconte (1897).

## Armes, devise, titres
- Armoiries (1746) : Un écu de sable semé de fleurs de lys d'or, au lion d'argent, armé et lampassé de gueules au chef d'azur chargé de trois arbres d'or encaissés de même avec support de deux lions d'argent, armés et lampassés de gueules et d'une tour au naturel sur un champ d'or à la bordure de gueules, chargée de la devise « Fecit et Defendit » écrite en lettres d'or.
- Armes : De gueules au chevron d'or chargé de trois quintefeuilles de gueules et accompagnées de trois tours d'or, au chef d'or à trois étoiles de gueules[1].

- Titres : Baron le 16 juillet 1819 par lettres de Louis XVIII en faveur de Vital Béchade (1756-1842)[1]. Titre éteint en 1863 avec le fils du bénéficiaire.